# Freddy Delvaux
Freddy Delvaux is een Belgisch brouwer en wordt omschreven als "smaakexpert" en "de beste neus van België" wat bier betreft.

## Biografie
Delvaux werkte gedurende 19 jaar als brouwer voor brouwerij Artois te Leuven. In 1991 werd hij gevraagd om een laboratorium voor brouwerij en mouterij op te zetten voor de faculteit bio-ingenieurswetenschappen van de Universiteit van Leuven. Het vroegere laboratorium was bij de splitsing van Leuven in 1973 met hoogleraar Jean de Clerck meeverhuisd naar Louvain-la-Neuve. Delvaux bleef gedurende 22 jaar verbonden aan zijn laboratorium.
Samen met zijn zonen Filip en Peter kocht hij de voormalige brouwerij De Kroon in Neerijse om deze opnieuw op te starten. 